# The Briggs
The Briggs è una band melodic hardcore punk californiana formatasi nel 2001.

## Storia del gruppo
The Briggs nacquero nel sud della California nel 2001 come gruppo skate punk. Originariamente chiamati "I Called" e rinominati in quanto il nome apparteneva ad un altro gruppo, i The Briggs hanno pubblicato 3 album e 2 EP quasi tutti con l'etichetta SideOneDummy Records ed hanno mantenuto una formazione costante,  fatta eccezione per il bassista Duck Matthews, sostituito da Ryan Roberts.

## Stile musicale
Il loro stile musicale è considerato un incrocio tra il punk classico di The Clash, Stiff Little Fingers, Billy Bragg, lo street punk dei Cock Sparrer e dei punk revival Rancid.

## Formazione

### Formazione attuale
- Joey LaRocca – voce
- Jason LaRocca – chitarra
- Ryan Roberts – basso
- Chris X – batteria

### Ex componenti
- Duck Matthews – basso

## Discografia

### Album in studio
- 2001 – Is This What You Believe?
- 2003 – Numbers
- 2006 – Back to Higher Ground
- 2008 – Come All You Madmen

### EP
- 2004 – Leaving the Ways
- 2007 – The Westlake Sessions
- 2015 – The Briggs EP

### Apparizioni in compilation
- 2002 – Warped Tour 2002 Tour Compilation
- 2003 – Warped Tour 2003 Tour Compilation
- 2004 – Warped Tour 2004 Tour Compilation
- 2007 – Warped Tour 2007 Tour Compilation
- 2008 – Warped Tour 2008 Tour Compilation